# Cseljabinszki repülőtér
A Cseljabinszki repülőtér (IATA: CEK, ICAO: USCC) (orosz nyelven: Аэропорт Челябинск) nemzetközi repülőtér Oroszországban, amely Cseljabinszk közelében található. Éves utasforgalma 1 640 535 fő (2018).

## Futópályák
A repülőtér futópályái:
- 09/27 (3200 m, 57 m, beton)

## Forgalom
Az utasforgalom az elmúlt években az alábbi módon változott:
| Utasok száma | 675 141 | 573 587 | 658 251 | 1 000 753 | 1 210 388 | 1 239 214 | 1 188 865 | 1 640 535 | 1 713 532 | 1 813 638 |
|              | 2007    | 2009    | 2010    | 2012      | 2013      | 2015      | 2016      | 2018      | 2019      | 2021      |